# سن نیکولو لیدو
سن نیکولو لیدو (انگلیسی: San Nicolò al Lido)، کلیسایی است در استان و جزیره ونیز که به واسطه نیکلاس قدیس، به این نام مشهور شده‌است.